# فراخ‌برگان
فراخ‌برگان (نام علمی: Parmeliaceae) نام یک تیره از راسته لبه‌دارسانان است.
خانواده پارملیاسه (Parmeliaceae) به عنوان یکی از بزرگ‌ترین و متنوع‌ترین خانواده‌های لکنورومایست‌ها (Lecanoromycetes) شناخته می‌شود. این خانواده شامل بیش از 2000 گونه در حدود 87 جنس است و به عنوان بزرگ‌ترین خانواده قارچ‌های سازنده لichen معرفی می‌شود. معروف‌ترین جنس‌های این خانواده عبارتند از: زانتوپارملیا (Xanthoparmelia) با بیش از 800 گونه، اوسنیا (Usnea) با بیش از 500 گونه، پارموتریما (Parmotrema) با 350 گونه و هایپوتراچینا (Hypotrachyna) که بیش از 190 گونه را در بر می‌گیرد.
تقریباً تمامی اعضای این خانواده در ارتباط هم‌زیستی با یک جلبک سبز قرار دارند که معمولاً از گونه‌های Trebouxia است، هرچند برخی از گونه‌ها نیز با گونه‌های Asterochloris همزیستی دارند. بیشتر گونه‌های پارملیاسه به شکل ورقه‌ای، میوه‌ای یا نیمه‌میوه‌ای رشد می‌کنند. تنوع و پیچیدگی مورفولوژیکی این گروه بسیار بالا است و این امر شناسایی بسیاری از نمونه‌ها را به سطح گونه دشوار می‌سازد.
این خانواده در سطح جهانی توزیع شده و در دامنه وسیعی از زیستگاه‌ها و مناطق اقلیمی یافت می‌شود. این شامل مکان‌هایی از آسفالت‌های کنار جاده تا سنگ‌های آلپ، از درختان در جنگل‌های بارانی گرمسیری تا درختچه‌های زیرین در توندراهای قطبی است. اعضای خانواده پارملیاسه به طور گسترده‌ای در اکثر محیط‌های زمینی موجود هستند.